# 滋賀県道304号北船木勝野線
滋賀県道304号北船木勝野線（しがけんどう304ごう きたふなきかつのせん）は、滋賀県高島市を通る一般県道である。

## 概要
高島市安曇川町北船木から高島市勝野に至る。
通称、湖周道路または風車街道。

### 路線データ
- 起点：高島市安曇川町北船木（滋賀県道333号安曇川今津線起点）
- 終点：高島市勝野（国道勝野交差点、国道161号交点、滋賀県道296号畑勝野線終点）
- 総延長：11.6 km

## 路線状況

### 通称
- 湖周道路
- 風車街道

### 道路施設

#### 橋梁
- 新北川橋（安曇川北流、高島市）
- 船木大橋（安曇川、高島市）
- 新金丸橋（金丸川、高島市）
- 加茂橋（鴨川、高島市）
- えり本橋（えり本川、高島市）
- 新鯰川橋（新鯰川、高島市）
- 旧鯰川橋（高島市）
- 漁道川橋（漁道川、高島市）
- 和田打川橋（和田打川、高島市）

## 地理

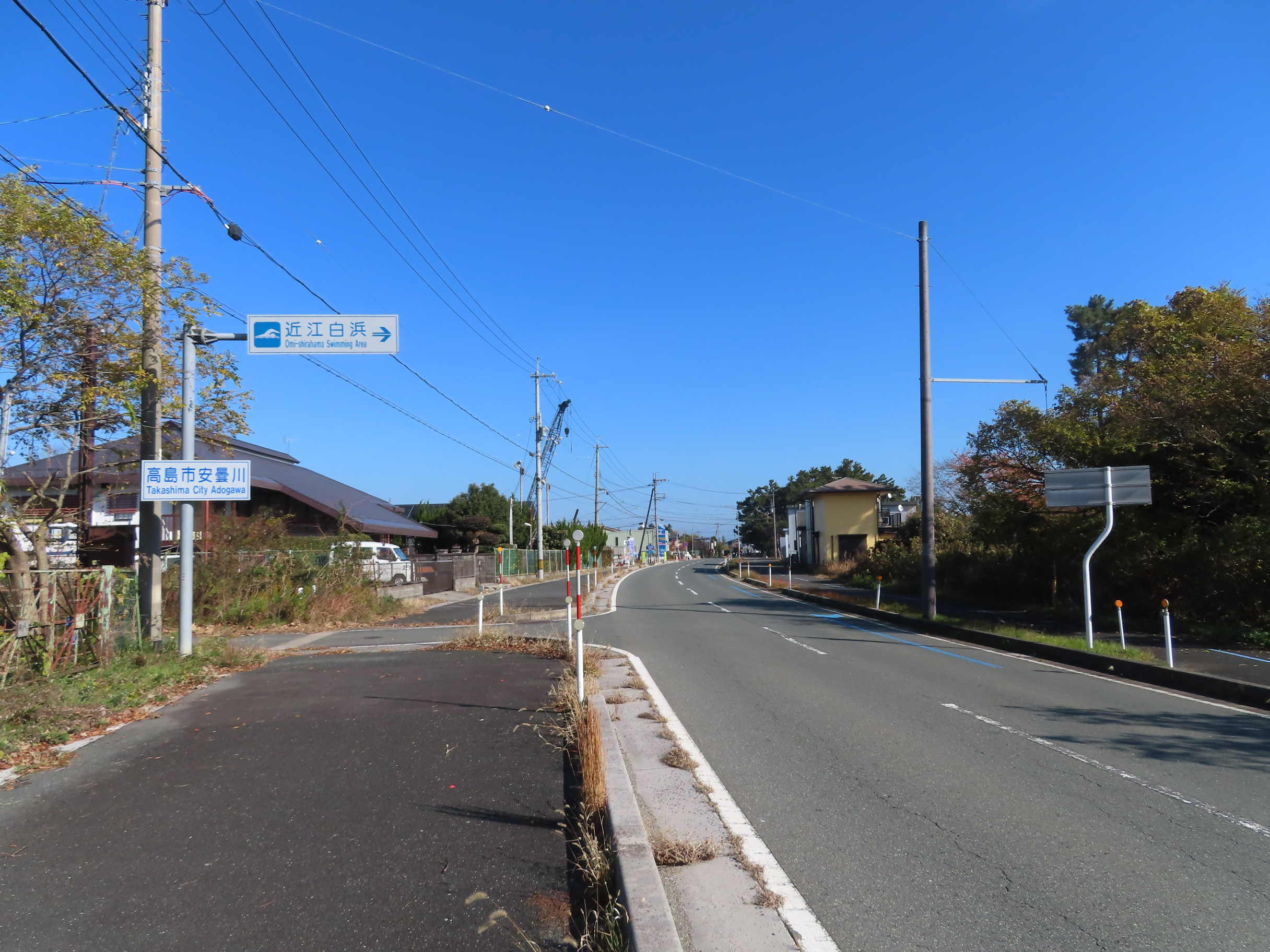
近江白浜付近（かつての安曇川町・高島町境）

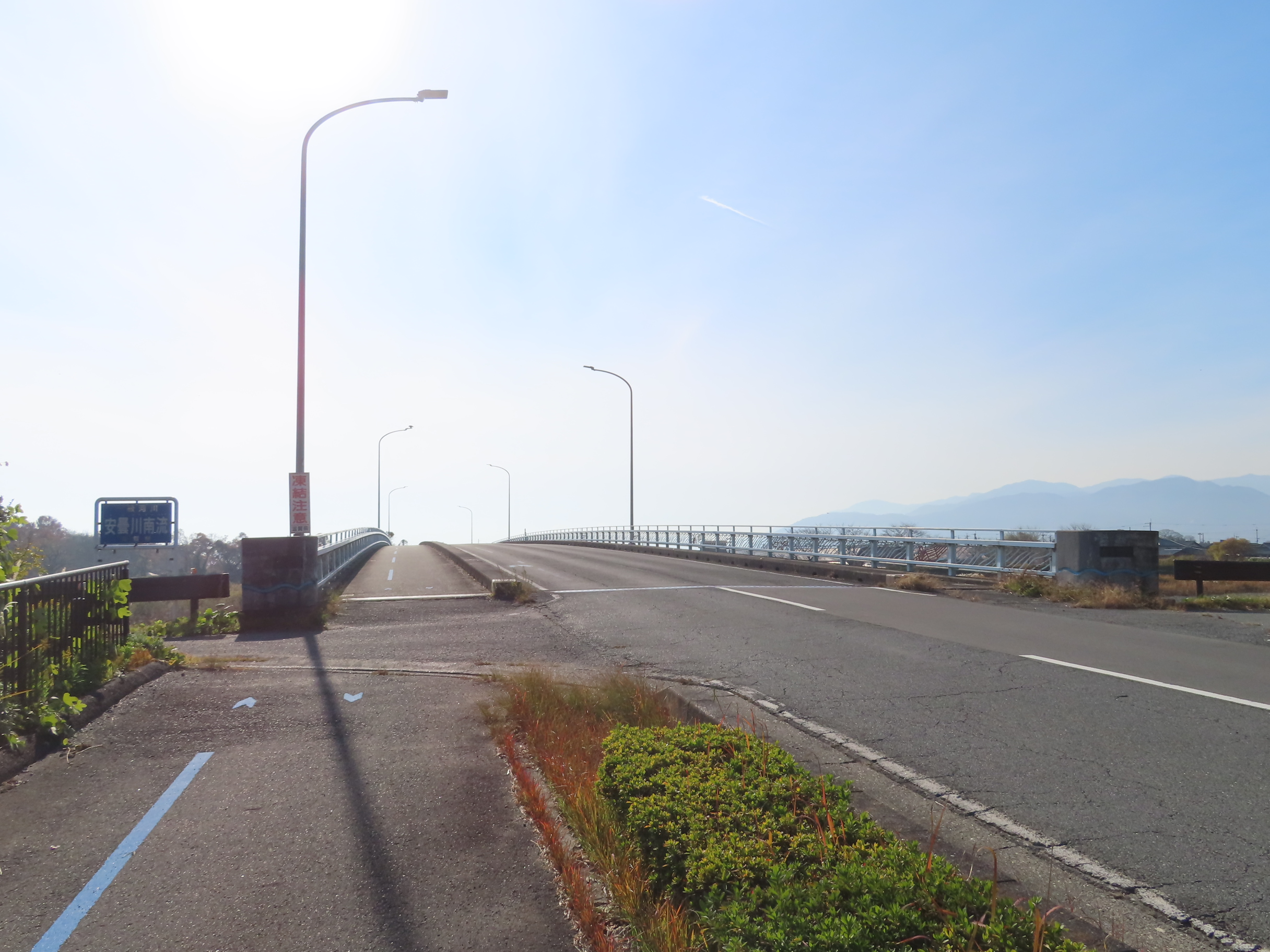
安曇川をまたぐ船木大橋

### 通過する自治体
- 高島市

### 交差する道路
| 交差する道路                                                                | 交差する場所   | 交差する場所          |
| --------------------------------------------------------------------------- | -------------- | --------------------- |
| 滋賀県道333号安曇川今津線 / 湖周道路＝風車街道                              | 安曇川町北船木 | 起点                  |
| 滋賀県道305号南船木西万木線                                                 | 安曇川町南船木 | 北船木交差点          |
| 滋賀県道306号四津川鴨線                                                     | 安曇川町四津川 |                       |
| 国道161号 / 高島バイパス 滋賀県道296号畑勝野線 滋賀県道558号高島大津線 重複 | 勝野           | 国道勝野交差点 / 終点 |

### 沿線
- 滋賀県立びわ湖こどもの国
- 高島市立本庄小学校
- 国民宿舎白浜荘
- 白浜荘オートキャンプ場
- 宝船温泉オートキャンプ場
- 萩の浜水泳キャンプ場
- 高島市役所 高島支所